# Anneliese Seonbuchner
Anneliese Seonbuchner (Neurenberg, 13 september 1929 – 20 november 2020) was een atleet uit Duitsland. Ze was actief als hordeloopster, verspringster en vijfkampster.
Op de Olympische Zomerspelen van Helsinki in 1952 liep Seonbuchner de 80 meter horden. Ze eindigde op de vierde plaats.
Op de Europese kampioenschappen atletiek 1954 behaalde ze een zilveren medaille.